# Acestridium
Acestridium is een geslacht van straalvinnige vissen uit de familie van de harnasmeervallen (Loricariidae).

## Soorten
- Acestridium colombiense Retzer, 2005
- Acestridium dichromum Retzer, Nico & Provenzano, 1999
- Acestridium discus Haseman, 1911
- Acestridium gymnogaster Reis & Lehmann A., 2009
- Acestridium martini Retzer, Nico & Provenzano, 1999
- Acestridium scutatum Reis & Lehmann A., 2009
- Acestridium triplax Rodríguez & Reis, 2007